# Enstrom 480
Enstrom 480 je lehký užitkový vrtulník vyvinutý a vyráběný americkou společností Enstrom Helicopter Corporation (od roku 2012 dceřiná společnost čínské Chongqing General Aviation Industry Group).

## Vývoj
Společnost Enstrom Helicopter Corporation zahájila v návaznosti na menší stroje F-28 a 280 vývoj nového vrtulníku pro 4 až 5 osob, s nímž se na přelomu 80. a 90. let zúčastnila programu americké armády na výběr nové cvičné helikoptéry (New Training Helicopter). Prototyp modelu označovaného jako TH-28 se dostal poprvé do vzduchu 7. října 1989, přičemž celkem bylo postaveno šest kusů TH-28. Vítězem armádního tendru se stal Bell TH-67 a Enstrom proto pokračoval v projektu svého vrtulníku pro civilní trh pod označením Enstrom 480. Certifikace FAA byla typu 480 udělena v roce 1993 a v následujícím roce jej obdrželi první zákazníci. Od roku 2001 je nabízena také verze 480B se zvýšeným výkonem motoru a větší maximální vzletovou hmotností. Policejní 480B Guardian je standardně vybaven kamerou a pátracím světlometem.

## Konstrukce
V přední části trupu se nachází kabina vyrobená z kompozitních materiálů a hliníku, která pojme až pět osob. Příhradová střední část trupu je tvořena konstrukcí z ocelových trubek a nachází se zde motor, reduktor, hřídel nosného rotoru, palivová nádrž, zavazadlový prostor a přistávací ližiny. Poloskořepinový ocasní nosník z nýtovaných hliníkových plechů je doplněn o horizontální stabilizátory s koncovými svislými plochami.

## Uživatelé

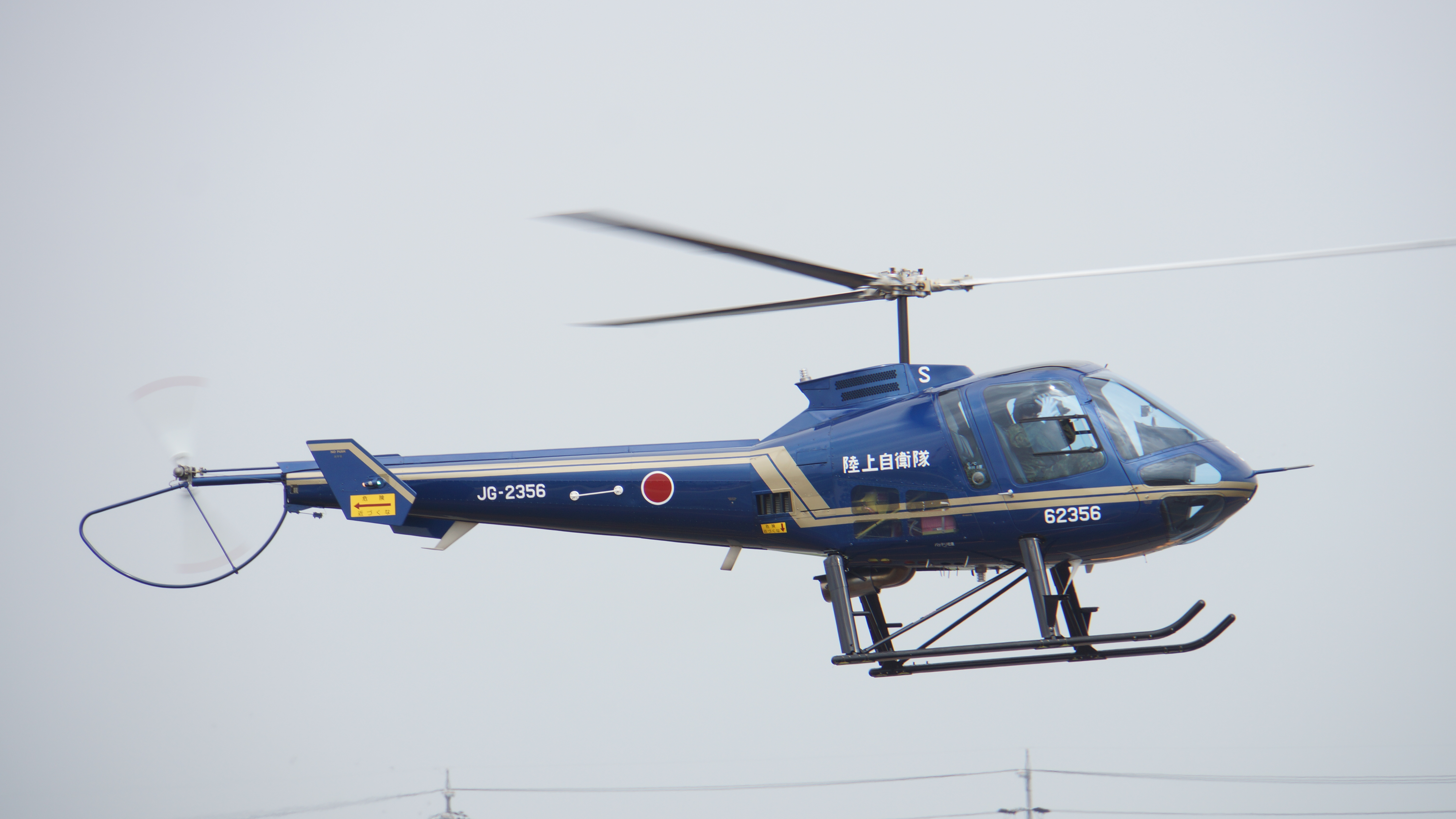
Enstrom 480 (TH-480B) japonských sil sebeobrany

Enstrom 480 létá u civilních uživatelů v přibližně 30 státech. Vrtulníky provozuje také kolem 20 policejních sborů v USA, dále pak policie v Číně, Indonésii nebo Kanadě. Převážně k výcviku vojenských pilotů jej používá také několik armádních uživatelů, jmenovitě Thajsko, Japonsko, Rovníková Guinea či Venezuela.
V Česku provozuje společnost DSA od roku 2014 vrtulník 480B OK-ENS, od roku 2018 provozuje 480B OK-ENG a o rok později začala provozovat dvojici 480B-G OK-CLV a OK-LPT. Státem provozované Centrum leteckého výcviku na pardubickém letišti používá čtyři kusy verze 480B-G jako náhradu vrtulníků Mil Mi-2. První dva Enstromy přistály v Pardubicích dne 20. června 2018.
Stroj společnosti DSA a.s. OK-CLV měl dne 22.3.2019 nehodu u Slavoňova na Náchodsku. Při pádu došlo k úplné destrukci stroje a k požáru, dvoučlenná posádka nehodu nepřežila.

## Specifikace (480B)

### Technické údaje
- Posádka: 2 piloti
- Užitečná zátěž: 5 osob (včetně pilota)
- Průměr rotoru: 9,75 m
- Průměr vyrovnávacího rotoru: 1,54 m
- Délka trupu: 9,2 m
- Délka s otáčejícími se rotory: 10,16 m
- Výška: 3 m
- Prázdná hmotnost: 826 kg
- Maximální vzletová hmotnost: 1361 kg
- Pohonná jednotka: 1× turbohřídelový motor Rolls-Royce 250-C20W o výkonu 227 kW

### Výkony
- Maximální rychlost: 231 km/h
- Cestovní rychlost: 213 km/h
- Dostup: 3962 m
- Dolet: 685 km

### Podobné vrtulníky
- Robinson R44
- Robinson R66